# ایپکس (کالیفرنیا)
ایپکس (به انگلیسی: Apex) یک منطقهٔ مسکونی در ایالات متحده آمریکا است که در شهرستان ال دورادو، کالیفرنیا واقع شده‌است. ایپکس ۵۷۴ متر بالاتر از سطح دریا واقع شده‌است.